# Benedikt Doll
Benedikt Doll (Titisee-Neustadt, 24 de marzo de 1990) es un deportista alemán que compite en biatlón.
Participó en dos Juegos Olímpicos de Invierno, obteniendo dos medallas de bronce en Pyeongchang 2018, en persecución y en el relevo, y el cuarto lugar en Pekín 2022, en la prueba de relevo.
Ganó seis medallas en el Campeonato Mundial de Biatlón, entre los años 2016 y 2024, y cinco medallas en el Campeonato Europeo de Biatlón entre los años 2011 y 2014.

## Palmarés internacional
| Juegos Olímpicos   | Juegos Olímpicos             | Juegos Olímpicos  | Juegos Olímpicos |
| Año                | Lugar                        | Medalla           | Prueba           |
| ------------------ | ---------------------------- | ----------------- | ---------------- |
| 2018               | Pyeongchang (Corea del Sur)  | Medalla de bronce | Persecución      |
| 2018               | Pyeongchang (Corea del Sur)  | Medalla de bronce | Relevo           |
| Campeonato Mundial |                              |                   |                  |
| Año                | Lugar                        | Medalla           | Prueba           |
| 2016               | Oslo (Noruega)               | Medalla de plata  | Relevo           |
| 2017               | Hochfilzen (Austria)         | Medalla de oro    | Velocidad        |
| 2019               | Östersund (Suecia)           | Medalla de plata  | Relevo           |
| 2019               | Östersund (Suecia)           | Medalla de plata  | Relevo mixto     |
| 2020               | Anterselva (Italia)          | Medalla de bronce | Relevo           |
| 2024               | Nové Město (República Checa) | Medalla de bronce | Individual       |
| Campeonato Europeo |                              |                   |                  |
| Año                | Lugar                        | Medalla           | Prueba           |
| 2011               | Val Ridanna (Italia)         | Medalla de oro    | Relevo           |
| 2013               | Bansko (Bulgaria)            | Medalla de oro    | Persecución      |
| 2013               | Bansko (Bulgaria)            | Medalla de plata  | Velocidad        |
| 2014               | Nové Město (República Checa) | Medalla de plata  | Individual       |
| 2014               | Nové Město (República Checa) | Medalla de bronce | Relevo           |